# Комарово (Плюсский район)
Комарово — деревня в Плюсском районе Псковской области России. Входит в состав Лядской волости.
Расположена на левом берегу  Плюссы, в 28 км к северо-западу от райцентра Плюсса, в 15 км к востоку от волостного центра Ляды.

## Население
Численность населения деревни на 2000 год составляла 13 человек, по переписи 2002 года — 12 человек.